# Spilosoma seileri
Spilosoma seileri là một loài bướm đêm thuộc phân họ Arctiinae, họ Erebidae.